# Hirschbach (Langenwetzendorf)
Hirschbach ist Ortsteil der Einheitsgemeinde Langenwetzendorf im Landkreis Greiz in Thüringen.  Der Ort wurde schon vor der Wende zu Langenwetzendorf eingemeindet.

## Lage
Hirschbach liegt westlich von Langenwetzendorf an der Ortsverbindungsstraße Richtung Neuärgerniß im kupierten Gelände einer Hochebene des Thüringer Schiefergebirges.

## Geschichte
Hirschbach wurde am 21. Juni 1398 erstmals urkundlich erwähnt.